# لوروا براون
لوروا براون (بالإنجليزية: Leroy Brown)‏ هو مدرب كرة سلة أمريكي، (ولد في كلاركستون في الولايات المتحدة 1887  م).